# Hystrichoscelus
Hystrichoscelus là một chi bướm đêm thuộc phân họ Olethreutinae, họ Tortricidae Tortricidae.

## Các loài
- Hystrichoscelus spathanum Walsingham, 1900